# 이오니아 양식

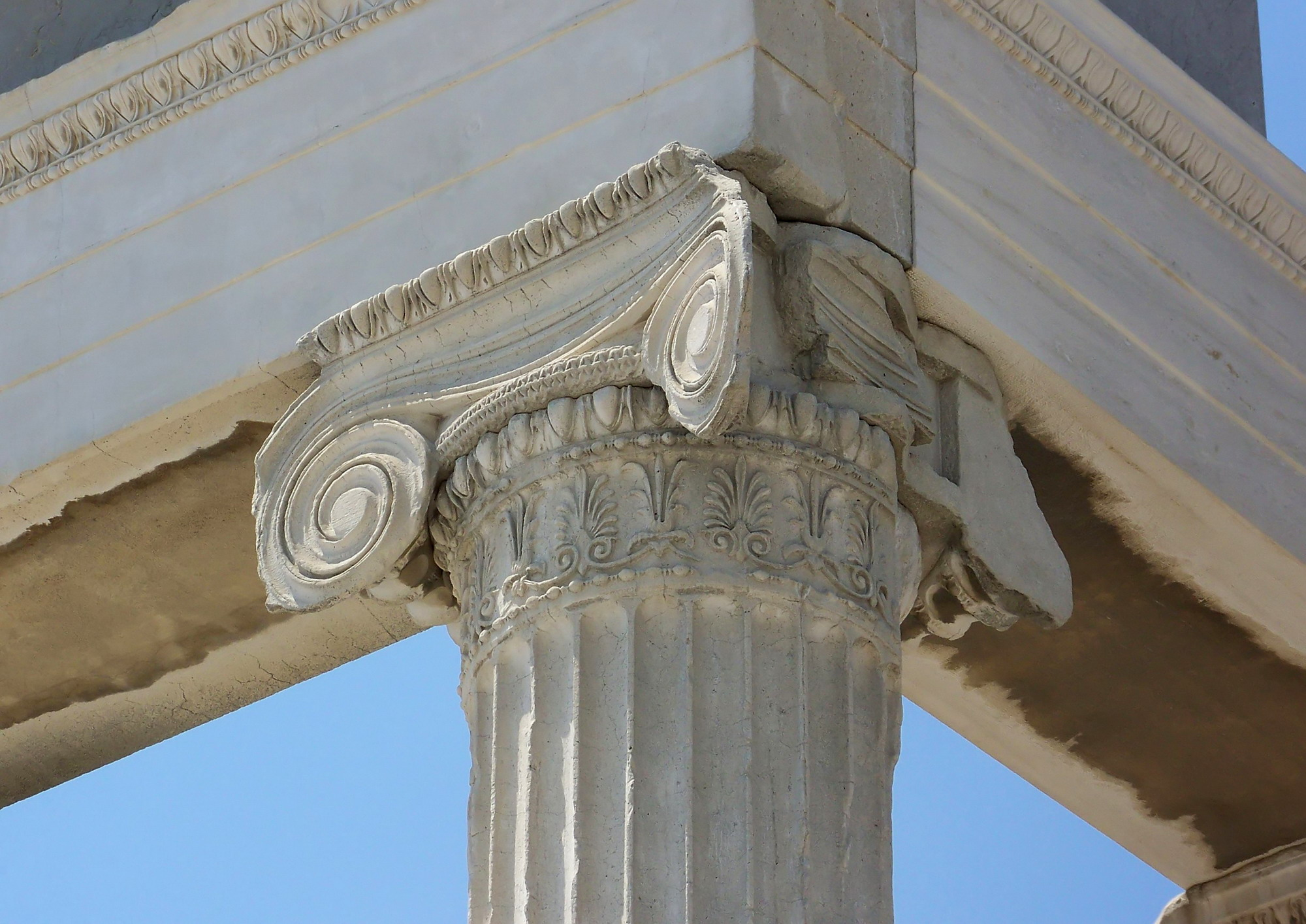

이오니아 양식은 도리아 양식과 코린토스 양식과 함께 고대 그리스의 주범 양식 중 하나이다.
도리아식 건축에 비교해 보면, 이오니아식 건축에 대해서는 사정이 그다지 분명치 않다. 기원전 500년경 이오니아족의 반란에 의하여, 대단히 큰 파괴를 가져왔기 때문이다. 그러나 가령 단편적이라고는 하지만, 옛 이오니아 양식의 중요한 건축으로서 에페소스의 아르테미스 신전이나 사모스의 헤라 신전의 유적은 우리의 주의를 끈다. 기원전 435년 내지 425년에는, 이오니아 양식의 아테나－니케 신전이 아테네－아크로폴리스의 프로필라이아 남쪽에 치우쳐 세워졌다. 이것은 전후 양면에 네 기둥을 갖는 양향배(兩向拜)식 신전(전면의 네 기둥에 조응(照應)하여 후면에도 네 기둥을 갖는 것)이다.
아크로폴리스에서는 에레크테이온 축조에 의해서 이오니아식 건축의 예술적 완성이 이루어졌다.
에레크테이온의 평면도는 다른 곳에서 유례없는 특징을 나타내고 있다.
이 신전은 페르시아인에 의해 파괴된 두 개 혹은 세개의 사당(祠堂)을 하나의 건물에 통합한 것으로서, 이 재건은 프로필레아의 건조 직후 시작된 듯하다.
먼저 이러한 혼성적인 성질과, 거기에다 부지의 지반에 고저의 차이가 있는 사정에 의해 에레크테이온의 특수한 설계가 생겨났으리라.
그와 같이 건축가 또한 어떤 특수한 전통적 감화를 받았다고 추측된다.
이 신전은 기원전 5세기 말경 겨우 완성 단계에 이르렀으니, 설계자도 한 사람의 건축가만으로 한정되지 않았는데 에레크테이온에 대하여 일반적으로 잘 알려진 것은 남쪽으로 돌출한 방 양식의 작은 마루이다.
3면은 낮은 대벽(臺壁)으로 둘러싸여져서 그 위에 이름 높은 6개의 여상(女像) 기둥이 고정되어 있다.
일반적으로 보아 여상이 무거운 들보를 지탱하는 것은, 부자연스러워 안정감이 결여된 듯하다.
그러나 여기서는 엔타블러처를 낮고 좁게 하여, 중압감을 될수록 적게 하는 구조로써 되어 있으므로 그러한 불안한 느낌도 거의 없다.
더구나 각 상의 교묘한 구성으로 전체의 균형을 잘 보전하고 있다.
기원전 4세기에는 순 이오니아식의 대건축이 소아시아에 있어서 부흥했다.
에페소스의 신(新) 아르테미스 신전은 구(舊) 아르테미스 신전의 광대한 규모를 모방하여 설계되고, 또 밀레토스 부근의 디디마이온은 소아시아에 있어서 최대의 신전을 축조할 의도 아래 시작되었다.
이 대신전의 건축가는 파이오니오스와 다포니스였다고 전해진다.
파이오니오스는 에페소스의 신 <아르테미스 신전>의 건축가이기도 하여 그 신전의 특질이 디디마이온에도 반영된 것은 당연한 일이다.
둘 다 이중열주당(二重列柱堂＝주위의 기둥이 모두 이중으로 되어 있는 신전)이며, 특히 신 아르테미스 신전은 외관도 장려(壯麗)함이 극한 건축답게 당시 세계의 7대 불가사의의 하나로 꼽히고 있었다.
프리에네의 아테나 폴리아스 신전은 아르테미스 신전에 비해 면적이 작다. 그러나 여기에도 이오니아적 전통이 훌륭하게 배어 있는 것이다.
이 신전은 기원전 334년에 알렉산드로스 대왕이 헌납한 것으로서, 건축가는 피테오스였다. 피테오스는 이에 할리카르나소스의 마우솔레움 축조에 협력하여 명성을 떨쳤다.
마우솔레움은 카리아의 왕 마우솔로스의 분묘 건축이다.
기원전 353년 마우솔로스가 죽은 후 곧 피테오스가 사티로스와 협력하여 이것을 세웠다.

## 같이 보기
- 고대 그리스 건축

## 참고 문헌
- 이 문서에는 다음커뮤니케이션(현 카카오)에서 GFDL 또는 CC-SA 라이선스로 배포한 글로벌 세계대백과사전의 내용을 기초로 작성된 글이 포함되어 있습니다.